# Істр (історик)
Істр (III ст. до н. е.) — давньогрецький історик, представник олександрійської школи. Розквіт творчості у 250—220 роках до н. е.

## Життєпис
Про роки народження та смерті Істра нічого не відомо. Він народився у м. Кирена (Пентаполіс, сучасна Киренаїка). Замолоду став рабом відомого поета Каллімаха. Тут він займався своїми історичними дослідженнями. Помер ймовірно у місті Пафос (Кіпр).
Більшість частина робіт якого присвячена історії Аттики, які написані у прозі. Є також у Істра віршовані тексти. Вони присвячені Аполлонові, історії Еліди, Тімею. Під впливом свого господаря та вчителя займався також граматикою.

## Твори
- «Атфід. Історія Аттики»
- «Про Аполлона»
- «Птолемей»
- «Єгиптяни»
- «Арголіда»
- «Сонячний»
- «Критські справи»
- «Подвиги»
- «Нариси»
- «Музики»
- «Словник»